# Hola (saludo)

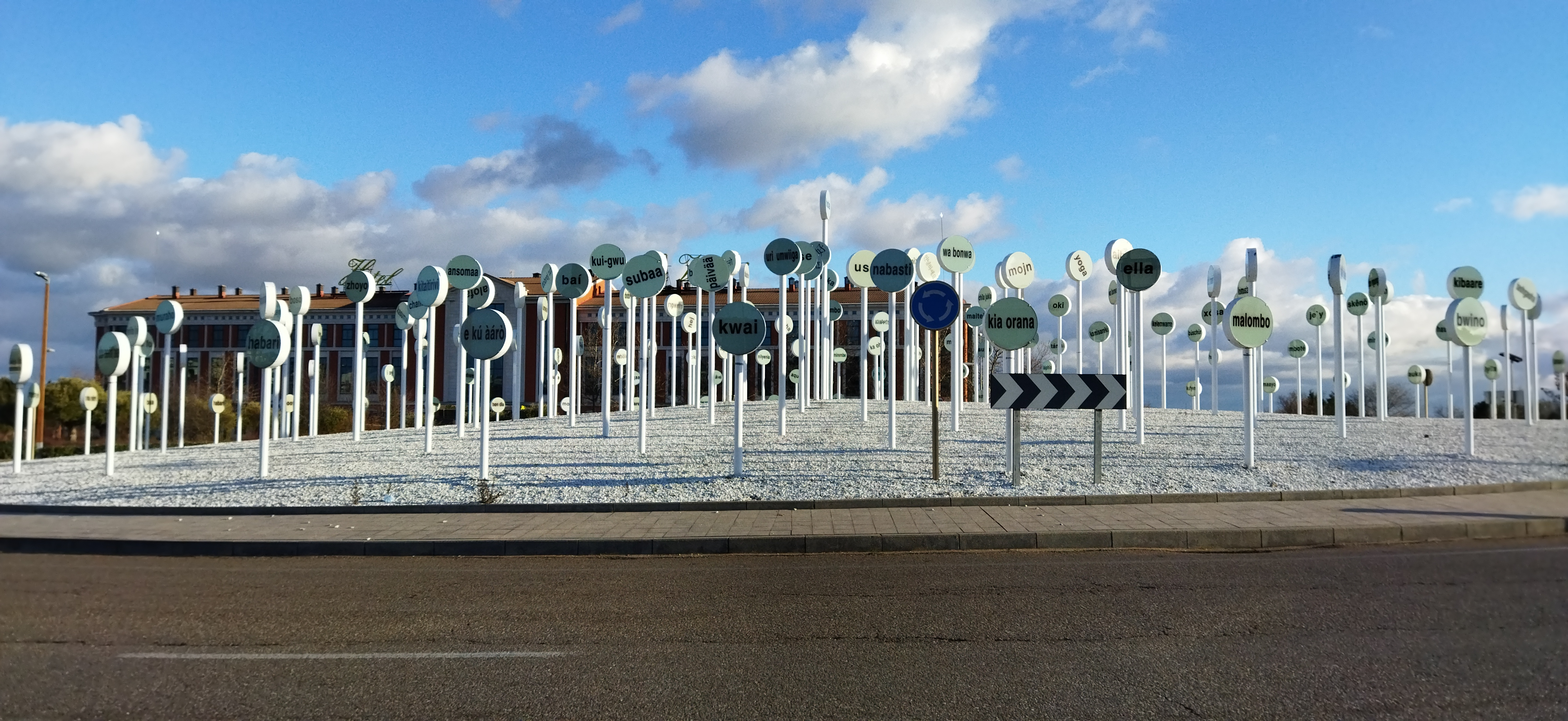
La 'Rotonda de los Holas', en Arroyo de la Encomienda (Valladolid, España). La composición escultórica saluda a los conductores en 316 holas correspondientes a otros tantos idiomas

Hola es una palabra del idioma español usada como saludo. Tiene un carácter informal; no obstante, se utiliza con mucha frecuencia. Un saludo más formal puede ser Buenos días, pero este saludo está restringido a un ámbito matinal, a la vez que lo hacen: Buenas tardes (saludo formal pasado el mediodía) y Buenas noches (para después de la puesta del sol o incluso durante la madrugada).

## Etimología
Según el DRAE la palabra hola es una voz expresiva que podría estar relacionada con el inglés hello y el alemán hallo. Corominas la considera también una voz de creación expresiva, y la relaciona además con el español hala. La primera referencia de la palabra hola que se tiene constancia en español data de 1552.
Si se acepta la relación del español hola con la palabra inglesa hello, variación decimonónica a su vez de hallo o hollo, se puede considerar que la palabra española comparta la etimología que proporciona el Oxford English Dictionary Online, que la relaciona con el antiguo alto alemán «halâ, holâ, imperativo enfático de halôn, holôn ‘traer, alcanzar’, utilizada especialmente para saludar a un barquero». El mismo diccionario la relaciona también con el francés holà (literalmente «¡eh, ahí!», de là, «ahí»).

## Cognados
Términos similares son por ejemplo:
| Idioma     | Cognado                          | Uso                                                                  |
| ---------- | -------------------------------- | -------------------------------------------------------------------- |
| Afrikáans  | hallo                            | saludo en general                                                    |
| Albanés    | alo                              | cuando se responde al teléfono                                       |
| Alemán     | Hallo?, Hallo!                   | cuando se responde al teléfono / saludo amistoso (informal)          |
| Árabe      | آلو ؟ (ālō), هلا (hala)          | cuando se responde al teléfono / saludo amistoso (informal)          |
| Asamés     | হেল্লো (hêllo)                      | cuando se responde al teléfono                                       |
| Bengalí    | হ্যালো (hêlo)                       | cuando se responde al teléfono                                       |
| Búlgaro    | ало (alo)                        | cuando se responde al teléfono / saludo amistoso (informal)          |
| Catalán    | hola!                            | saludo amistoso (informal)                                           |
| Checo      | Haló?                            | cuando se responde al teléfono                                       |
| Chino      | 哈佬！ (Hah Loe!); 你好 (Nǐ hǎo) | saludo amistoso (informal)                                           |
| Coreano    | 안녕하세요! (Annyeong haseyo)    | saludo amistoso (informal)                                           |
| Croata     | halo?                            | cuando se responde al teléfono / saludo amistoso (informal)          |
| Danés      | hallo!                           | cuando se responde al teléfono                                       |
| Español    | ¡hola!                           | saludo amistoso (informal, en Hispanoamérica y España)               |
| Español    | ¿aló?                            | cuando se responde al teléfono (en algunos países de Hispanoamérica) |
| Esperanto  | ha lo?                           | cuando se responde al teléfono                                       |
| Estonio    | hallo; halloo                    | cuando se responde al teléfono                                       |
| Finés      | haloo?                           | cuando se responde al teléfono                                       |
| Francés    | allô?                            | cuando se responde al teléfono                                       |
| Griego     | Παρακαλώ? (parakalo)             | cuando se responde al teléfono                                       |
| Griego     | Ναι! (ne); Γεια σας (Geia sas)   | saludo amistoso (informal)                                           |
| Guyaratí   | હલો (haló)                        | cuando se responde al teléfono                                       |
| Húngaro    | helló!                           | saludo amistoso (informal)                                           |
| Húngaro    | halló!                           | cuando se responde al teléfono                                       |
| Hebreo     | הָלוֹ (hallo)                      | cuando se responde al teléfono / saludo amistoso (informal)          |
| Hindi      | हलो (haló)                        | cuando se responde al teléfono / saludo amistoso (informal)          |
| Hindi      | नमस्ते (namastē)                   | saludo amistoso (informal)                                           |
| Inglés     | Hello, Hi                        | saludo formal / cuando se responde al teléfono                       |
| Irlandés   | Heileo                           | raramente usado                                                      |
| Islandés   | Halló                            | cuando se responde al teléfono                                       |
| Japonés    | ハロー (harō)                    | saludo amistoso (informal)                                           |
| Japonés    | もしもし (moshimoshi)            | cuando se responde al teléfono                                       |
| Jemer      | ជំរាបសួរ (Tchum-reaup Suw)          | saludo amistoso (informal)                                           |
| Kannaḍa    | ಹಲೋ (halloa)                      | cuando se responde al teléfono                                       |
| Lituano    | alio?                            | cuando se responde al teléfono                                       |
| Macedonio  | ало (alo)                        | cuando se responde al teléfono / saludo amistoso (informal)          |
| Maratí     | हॅलो (hello)                       | cuando se responde al teléfono                                       |
| Neerlandés | hallo!                           | saludo en general, aunque no es usado para responder al teléfono     |
| Noruego    | hallo!                           | saludo en general                                                    |
| Oriya      | ହାଲୋ/ହେଲୋ (hāló/héló)                | cuando se responde al teléfono                                       |
| Persa      | الو (alo)                        | cuando se responde al teléfono                                       |
| Polaco     | halo                             | cuando se responde al teléfono                                       |
| Portugués  | alô?                             | cuando se responde al teléfono (Brasil)                              |
| Portugués  | estou?                           | cuando se responde al teléfono (Portugal)                            |
| Rumana     | alo                              | cuando se responde al teléfono                                       |
| Ruso       | алло (allo), алё                 | cuando se responde al teléfono                                       |
| Serbio     | хало (halo)                      | cuando se responde al teléfono / saludo amistoso (informal)          |
| Sueco      | hallå!                           |                                                                      |
| Tagalo     | helo!                            |                                                                      |
| Tailandés  | ฮัลโหล (hān lǒ)                   | cuando se responde al teléfono                                       |
| Tamil      | அலோ? (ā lo)                       | cuando se responde al teléfono                                       |
| Turco      | alo!                             | cuando se responde al teléfono                                       |
| Ucraniano  | ало!                             | cuando se responde al teléfono                                       |
| Urdú       | سلام عليكم!                      | cuando se responde al teléfono                                       |
| Vietnamita | a lô!                            | cuando se responde al teléfono                                       |